# HVC-012

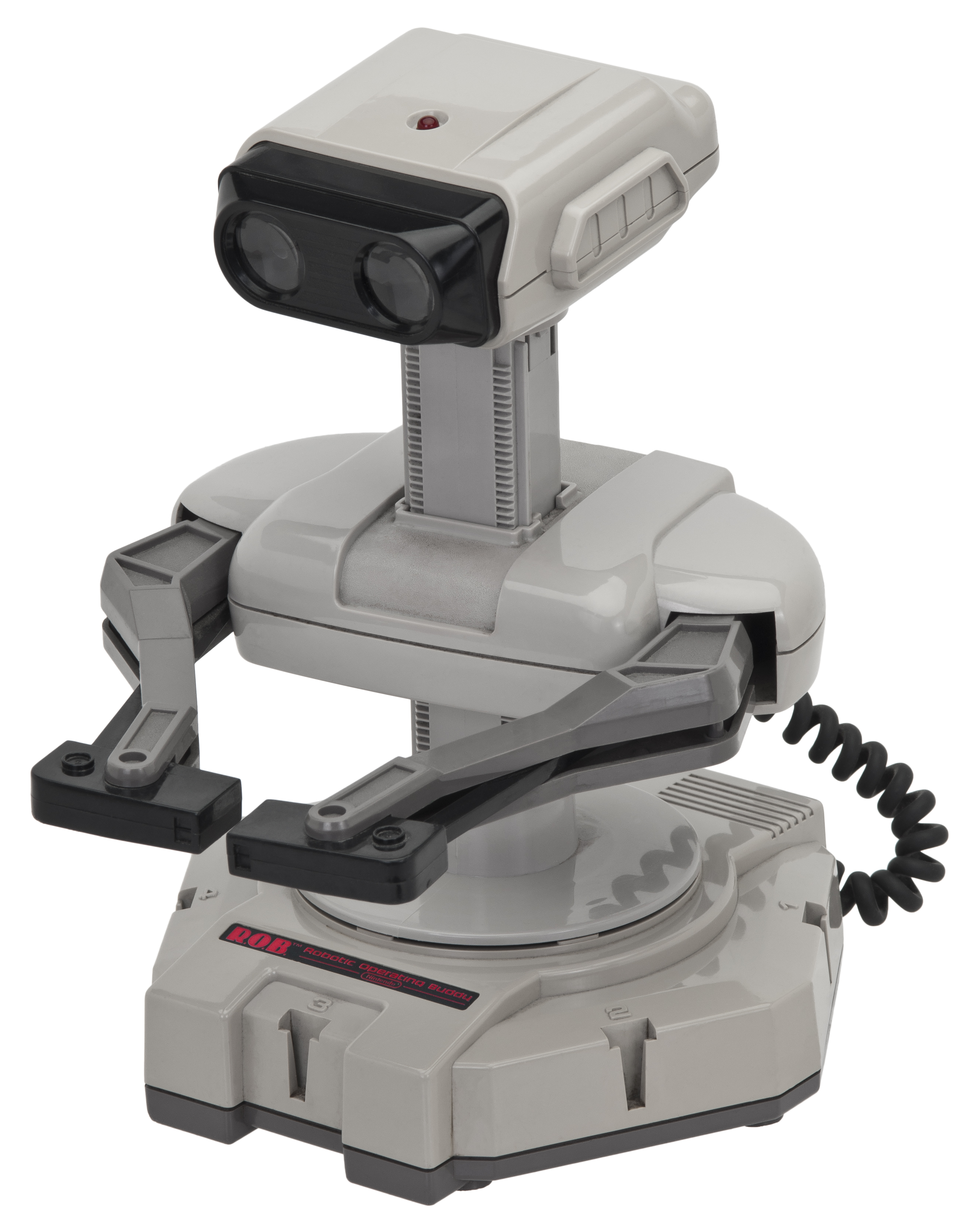
HVC-012의 모습

HVC-012(영어: R.O.B)는 1985년 7월, 일본에서 출시된 패밀리 컴퓨터 로봇 (일본어: ファミリーコンピュータ ロボット) 이자 닌텐도 엔터테인먼트 시스템 (NES)의 악세서리이다. 짧은 기간만 출시되어, 로봇 시리즈인 Gyromite와 Stack-Up 단 두 개의 게임만 지원하였다. 
시간이 지난 후, 여러 게임에서 카메오나 이스터 에그 격으로 등장하고 있다. 2005년 출시한 마리오 카트 DS에 주행 가능한 잠긴 캐릭터로도 등장하고, 대난투 스매시브라더스 X, 슈퍼 스매시브라더스 for 닌텐도 3DS/Wii U, 슈퍼 스매시브라더스 얼티밋에서 싸울 수 있는 캐릭터로 등장한다. F-ZERO GX, 메이드 인 와리오, 별의 커비 3, 친구모아 아파트 등에서도 등장한다.